# Pia Græsbøll Ottesen
Pia Græsbøll Ottesen (født 30. september 1967 i København C) er en dansk samtidskunster. Hun er uddannet billedhugger fra Aarhus kunstakademi og Glasgow school of Art 1993-1997. Debutant 1997 på Kunstnernes efterårs-udstilling, Den frie.

## Udgivelser
”Skulptur i undervisningsbrug” af billedhugger Pia Græsbøll Ottesen. Udgivet på Forlaget Buchs i 2007. Anvendelse fra 15 år. En inspirations bog til brug i undervisning. Forskellige skulpturelle metoder præsenteres og gennemgås trin for trin.
"Det søde vikinghjørne" er 2 i 1 dansk og engelske "dessert/bage" opskrifter basseret på ingredienser som har groet i Denmark i 800-1000 tallet. Udgivet på Hvid grafisk. 2016.